# Arnold Wesker
Arnold Wesker (ur. 24 maja 1932 w Londynie, zm. 12 kwietnia 2016 w Brighton) – brytyjski dramatopisarz, członek nurtu tzw. realizmu zlewu kuchennego. 

## Życiorys
Napisał 42 sztuki teatralne, 4 zbiory krótkich opowiadań, 2 zbiory esejów, książkę dla dzieci, wiele materiałów dziennikarskich oraz innych wydawnictw.
Związany z awangardowym teatrem English Stage Company. W roku 2006 uzyskał tytuł szlachecki.
Chorował na chorobę Parkinsona. Zmarł 12 kwietnia 2016 w szpitalu w Brighton.

## Twórczość
- Chicken Soup with Barley (1958)
- Roots (1959)
- Chips with Everything
- Four Seasons
- I’m talking about Jerusalem (1960)
- The Kitchen (1959)
- Their Very Own and Golden City (1965)
- The Friends (1970)
- The Merchant (1976)
- Beorhtel’s Hill (1989)
- Wild Spring (1992)
- Honey (2005) (powieść)